# Doemdagklok

Huidige stand van de klok op 89 seconden

De Doomsday Clock (Engels; soms vertaald met doemdagklok) is een symbolische klok die sinds 1947 wordt bijgehouden door het Bulletin of the Atomic Scientists aan de universiteit van Chicago. De klok geeft aan hoe dicht de mensheid zich naar schatting bevindt bij een zelf veroorzaakt einde van de beschaving, gesymboliseerd door twaalf uur middernacht. De klok geeft het aantal minuten voor twaalf weer en staat sinds de introductie op de voorkant van het Bulletin of the Atomic Scientists. De klok op de cover wees toen acht minuten voor twaalf aan, maar in de eerste stellingname over de dreiging werd zeven minuten voor twaalf aangegeven.
Het aantal minuten voor twaalf, de mate van dreiging, wordt bijgewerkt wanneer gebeurtenissen op het wereldtoneel deze dreiging versterken of verzwakken. De klok is voor het laatst verzet op 28 januari 2025. De klok staat sindsdien op 89 seconden (1 minuut en 29 seconden) voor twaalf, dichter bij middernacht dan ooit. In 1991, het jaar van het Strategic Arms Reduction Treaty stond de klok het verst van middernacht: 17 minuten.

## Totstandkoming en vorm
Het visuele ontwerp van de klok is van de Amerikaanse kunstenares Martyl Langsdorf (16 maart 1917 – 26 maart 2013). Toen het Bulletin of the Atomic Scientists per juni 1947 veranderde van een nieuwsbrief in een magazine, werd Langsdorf gevraagd om de cover te ontwerpen. Zij was de echtgenote van Alexander Langsdorf Jr. (30 mei 1912 – 24 mei 1996), die in het kader van het Manhattanproject meewerkte aan het ontwikkelen van de eerste kernwapens. Tevens was hij een van de zeventig wetenschappers die in 1945 de Szilard Petition ondertekenden, een verzoek aan president Truman om de atoombom niet in te zetten tegen Japan.
Als een van de initiatiefnemers voor het Bulletin of the Atomic Scientists nam Alexander Langsdorf deel aan de heftige discussies die al tijdens het Manhattanproject begonnen waren en Martyl (de naam die zij als kunstenaar gebruikte) volgde die met aandacht. Met het oog op de atoomgeleerden die betrokken waren bij het bulletin, had zij voor de cover aanvankelijk de letter U willen gebruiken. Deze staat symbool voor uranium, een grondstof die gebruikt wordt in kernsplijtwapens en kernreactoren. Toen zij uit discussies begreep dat de bezorgdheid ook betrekking had op toekomstige dreigingen, koos ze voor een strakke analoge klok, waarvan slechts iets meer dan het linksbovenste kwart zichtbaar is. De cover is fel oranje en de uren zijn gemarkeerd met witte stippen. De zwarte uurwijzer staat recht omhoog, wijzend naar de 12, de witte minutenwijzer staat op 8 minuten voor het uur. De klok die anno 2021 gebruikt werd, heeft duidelijke overeenkomsten met haar ontwerp, zoals het zichtbare kwart van de klok, de strakke vormgeving en de ronde stippen.

## Veranderingen van de klok
- 1947 – De Doomsday Clock wordt op zeven minuten voor twaalf gezet.
- 1949 – De Sovjet-Unie test haar eerste kernwapen. De klok wordt verzet naar drie minuten voor twaalf (vier minuten dichter bij middernacht).
- 1953 – De Verenigde Staten en de Sovjet-Unie testen waterstofbommen binnen negen maanden van elkaar. De klok wordt verzet naar twee minuten voor twaalf (één minuut dichter bij middernacht).
- 1960 – Als reactie op de verhoogde wetenschappelijke samenwerking en een algemene bekendheid van de gevaren van nucleaire wapens wordt de klok verzet naar zeven minuten (een verandering van vijf minuten verder van middernacht).
- 1963 – De Verenigde Staten en de Sovjet-Unie ondertekenen het Partial Test Ban Treaty om kernproeven te beperken. De klok wordt verzet naar twaalf minuten voor twaalf (opnieuw vijf minuten verder van middernacht).
- 1968 – Frankrijk en China verkrijgen en testen kernwapens (respectievelijk in 1960 en 1964), oorlogen vinden plaats in het Midden-Oosten, het Indische subcontinent en Vietnam. De klok wordt verzet naar zeven minuten voor twaalf (vijf minuten dichter bij middernacht).
- 1969 – De Amerikaanse Senaat ondertekent het non-proliferatieverdrag. De klok wordt verzet naar tien minuten voor twaalf (drie minuten verder van middernacht).
- 1972 – De Verenigde Staten en Sovjet-Unie ondertekenen het SALT I-verdrag (Strategic Arms Limitation Talks) en het ABM-verdrag (Anti-Ballistic Missile Treaty). De klok wordt verzet naar twaalf minuten voor twaalf (twee minuten verder van middernacht).
- 1974 – India voert een kernproef uit (Smiling Buddha) en onderhandelingen over SALT II lopen op niets uit. De klok wordt verzet naar negen minuten voor twaalf (drie minuten dichter bij middernacht).
- 1980 – Verdere onderhandelingen tussen de Verenigde Staten en de Sovjet-Unie lopen ook op niets uit en een toename van nationalistische oorlogen en terroristische acties. De klok wordt verzet naar zeven minuten voor middernacht (twee minuten dichterbij).
- 1981 – De wapenwedloop escaleert, conflicten in Afghanistan, Zuid-Afrika en Polen verhogen de spanning op het wereldtoneel. De klok wordt verzet naar vier minuten voor twaalf (drie minuten dichterbij).
- 1984 – De wapenwedloop escaleert nog meer onder Ronald Reagan. De klok wordt verzet naar drie minuten voor twaalf (één minuut dichterbij).
- 1988 – De Verenigde Staten en de Sovjet-Unie ondertekenen het Intermediate-Range Nuclear Forces-verdrag om nucleaire raketten op de middellange afstand te beëindigen; relaties tussen beide landen verbeteren. De klok wordt verzet naar zes minuten voor twaalf (drie minuten verder van middernacht).
- 1990 – Val van de Berlijnse Muur, succes van anti-communistische bewegingen in Oost-Europa en de Koude Oorlog loopt op z'n eind. De klok wordt verzet naar tien minuten voor twaalf (vier minuten verder terug).
- 1991 – De Verenigde Staten en de Sovjet-Unie ondertekenen het Strategic Arms Reduction Treaty. De klok wordt verzet naar zeventien minuten voor twaalf (zeven minuten verder van middernacht, het verst van middernacht tot nu toe).
- 1995 – Militaire uitgaven zetten zich voort zoals in de Koude Oorlog en zorgen over de post-Sovjet proliferatie van nucleaire wapens en kennis. De klok wordt verzet naar veertien minuten voor twaalf (drie minuten dichterbij).
- 1998 – Zowel India als Pakistan testen nucleaire wapens in een tit for tat show van agressie; de Verenigde Staten en Rusland hebben problemen met het reduceren van hun voorraad. De klok wordt verzet naar negen minuten voor twaalf (vijf minuten dichterbij).
- 2002 – Weinig verbetering bij het globale programma voor het ontmantelen van nucleaire wapens; de Verenigde Staten verwerpt een aantal verdragen met betrekking tot controle van wapens en kondigt aan om zich terug te trekken van het Anti-Ballistic Missile verdrag. Terroristen trachten nucleaire wapens in handen te krijgen. De klok wordt verzet naar zeven minuten voor twaalf (twee minuten dichterbij).
- 2007 – Verhoogde zorgen over de nucleaire ambities van Iran en een nucleaire test door Noord-Korea. Klimaatverandering en nucleaire vernietiging worden gezien als de grootste bedreigingen voor de mensheid. De klok wordt verzet naar vijf minuten voor twaalf (twee minuten dichterbij).
- 2010 – De klok wordt verzet naar zes minuten voor twaalf (één minuut verder van middernacht) door de wereldwijde samenwerking om de voorraden van nucleaire wapens te verminderen evenals de samenwerking om de klimaatverandering tegen te gaan.
- 2012 – De klok wordt verzet naar vijf minuten voor twaalf omdat men van mening is dat er niet genoeg vorderingen zijn gemaakt bij het tegengegaan van de verspreiding van nucleaire wapens.
- 2015 – De klok wordt verzet naar drie minuten voor twaalf. Als redenen worden de nieuwe nucleaire proliferatie en het broeikaseffect genoemd.[8]
- 2017 – De klok wordt op tweeënhalve minuut voor 12 gezet. Redenen zijn onder meer het falende beleid inzake klimaatverandering en de aanhoudende nucleaire dreiging (onder andere door de Noord-Koreaanse atoomproeven). De onvoorspelbaarheid van het Amerikaanse beleid door het aantreden van president Donald Trump wordt ook als oorzaak aangeduid.[9][10]
- 2018 – De klok wordt op twee minuten voor 12 gezet. Redenen zijn onder meer de sprongen in het nucleaire programma van Noord-Korea en de toenemende spanningen tussen Noord-Korea en de Verenigde Staten alsmede zorgen over het veranderde klimaat en de verspreiding van nepnieuws.[11]
- 2020 – De klok wordt op 100 seconden (1 minuut en 40 seconden) voor 12 gezet. Redenen zijn de toenemende nucleaire dreiging door het aflopen van het Intermediate-Range Nuclear Forces-verdrag, de oplopende spanningen tussen de Verenigde Staten en Iran en de onmacht om klimaatverandering tegen te gaan.[12]
- 2023 - De klok wordt op 90 seconden voor 12 gezet. De oorlog tussen Rusland en Oekraïne is de hoofdreden. De relaties tussen NAVO landen en Rusland zijn dusdanig slecht, dat een stap naar kernwapens gevaarlijk dichtbij is. Tevens is het arsenaal van Rusland vernietigender dan ooit met nieuwe wapens als de RS-28 Sarmat welke rond de 40 megaton TNT-equivalent kan vervoeren, tweeduizendmaal krachtiger dan de atoombommen op Hiroshima en Nagasaki. Russische politici geven aan dat de inzet van kernwapens steeds waarschijnlijker lijkt, als reactie op westerse wapenleveranties aan Oekraïne.[13]
- 2025 - De klok wordt met één seconde verschoven en op 89 seconden gezet, de dichtstbijzijnde stand ooit.[14] Redenen zijn gebeurtenissen rond de verspreiding van het H5N1-influenzavirus, ook bij mensen en via zuivelproducten, en het uitblijven van positieve ontwikkelingen rond kernwapens en klimaatverandering. Daarnaast wordt de voortgang van "verstorende ontwikkelingen" genoemd, zoals (de militaire toepassingen van) kunstmatige intelligentie en biotechnologie, die sneller verlopen dan de ingevoerde regulaties. Kunstmatige intelligentie zou de verspreiding van desinformatie en complottheorieën ook vergemakkelijken.[3][15]